# Saruta Haruki
Haruki Saruta (sinh ngày 23 tháng 4 năm 1999) là một cầu thủ bóng đá người Nhật Bản.

## Sự nghiệp câu lạc bộ
Haruki Saruta đã từng chơi cho Kashiwa Reysol.